# Circle Line
Circle Line – jedna z linii metra w Londynie, tradycyjnie oznaczana kolorem żółtym. Jej nazwa (w dosłownym tłumaczeniu „linia okrężna”) wzięła się z faktu, iż w latach 1949–2009 pociągi jeździły na niej w ruchu ciągłym, po pętli.
13 grudnia 2009 przebieg linii został zmodyfikowany, aby odciążyć Hammersmith & City Line. Wcześniej przez kilka lat toczyła się dyskusja nad ewentualnym połączeniem obu linii. Ostatecznie zachowały swoją odrębność w rozkładach i na mapach, lecz ich trasa w znacznym stopniu pokrywa się. W swej obecnej postaci Circle Line liczy 27 km torów i 35 stacji. Należy do grupy sub-surface lines, co oznacza, iż tory w obie strony ułożone są w jednym tunelu, na średniej głębokości ok. 5 metrów pod ziemią.
Trasy wchodzące w skład dzisiejszej Circle Line budowane były w latach 1854–1884 w ramach kolejnych przedłużeń linii District i Metropolitan. W 1949 miała miejsce oficjalna inauguracja osobnej Circle Line.

## Przebieg
Po zmianach z grudnia 2009, pociągi Circle Line kursują na dwóch wersjach trasy:
- Hammersmith – Edgware Road – pełna pętla – Edgware Road – Hammersmith
- Edgware Road – pełna pętla – Edgware Road – Hammersmith

## Tabor

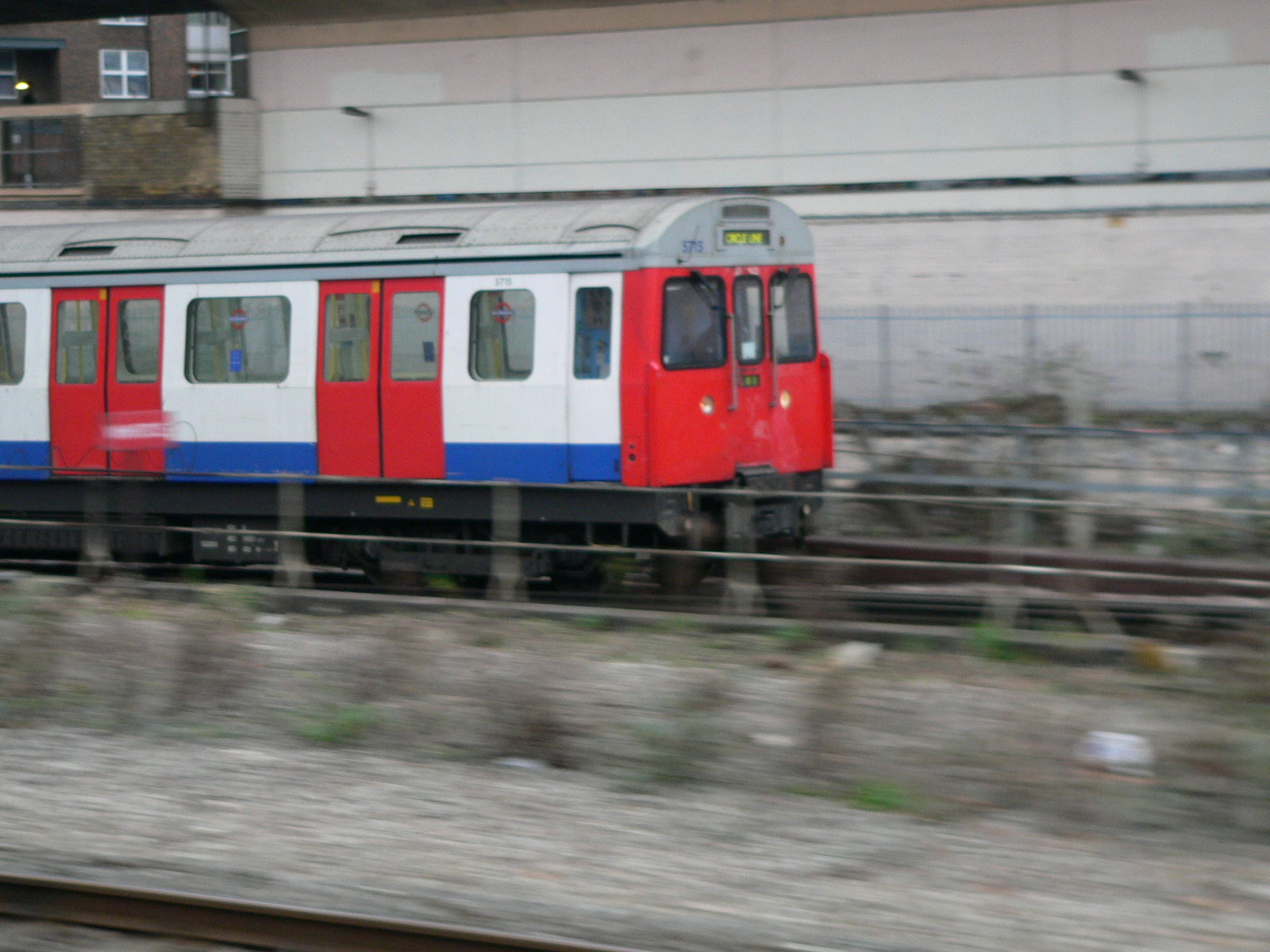
Pociąg klasy C Stock

Do 2014 r. Circle Line obsługiwana była przez pociągi klasy C Stock, dostarczone w latach 1969–1978 przez nieistniejące już zakłady Metro Cammel z Birmingham. Na początku lat 90. XX w. pojazdy te poddane zostały remontowi generalnemu. Łącznie metro londyńskie dysponowało 46 składami tego typu, jednak oprócz Circle Line, obsługiwały one także Hammersmith & City Line oraz wybrane kursy District Line. Utrzymaniem linii i jej taboru zajmuje się na zlecenie władz Londynu spółka Metronet.

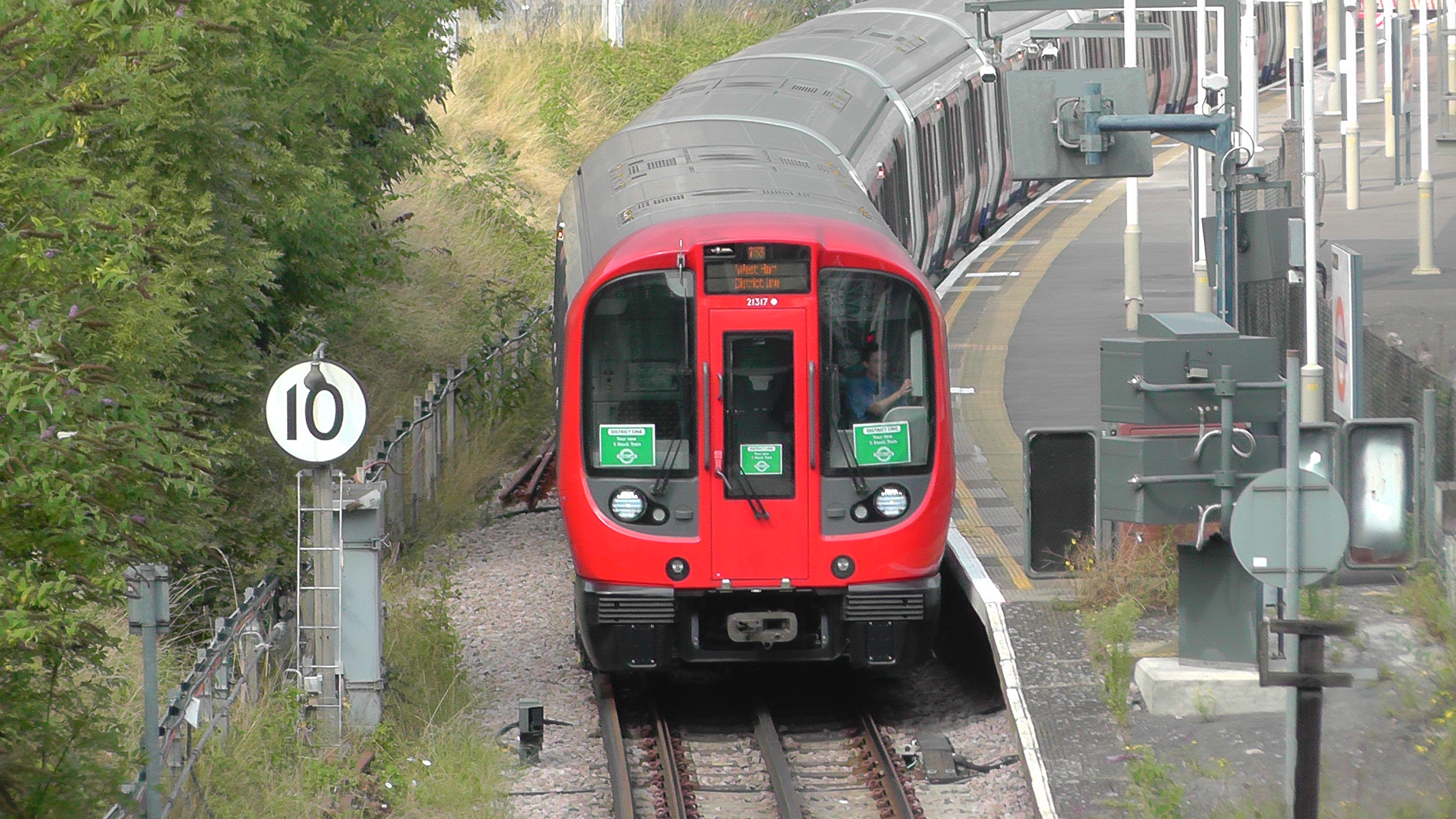
Pociąg klasy S7 Stock

Od września 2013 r. pociągi C Stock zaczęły być wypierane przez nowe pociągi S7 Stock, które w lutym 2014 r. przejęły całkowicie obsługę linii. Wagony S7 Stock zostały wyprodukowane przez Bombardier Transportation od 2012 roku i są ciągle produkowane – metro posiada w ruchu 186 pociągów.